# Wiesen und Magerrasen zwischen Hösbach und Rottenberg
Wiesen und Magerrasen zwischen Hösbach und Rottenberg este o arie protejată (arie specială de conservare — SAC, sit de importanță comunitară — SCI) din Germania întinsă pe o suprafață de 274,03 ha, integral pe uscat.

## Localizare
Centrul sitului Wiesen und Magerrasen zwischen Hösbach und Rottenberg este situat la coordonatele 50°01′13″N 9°13′13″E / 50.0203°N 9.2203°E.

## Înființare
Situl Wiesen und Magerrasen zwischen Hösbach und Rottenberg a fost declarat sit de importanță comunitară în noiembrie 2004 pentru a proteja un număr necunoscut de specii din flora spontană și fauna sălbatică aflate în arealul zonei. Situl a fost protejat și ca arie specială de conservare în aprilie 2016.

## Biodiversitate
Situată în ecoregiunea continentală, aria protejată conține 4 habitate naturale: Formațiuni ierboase bogate în specii de Nardus, dezvoltate pe substraturi silicioase în zone montane (și în zone submontane, în Europa continentală), Liziere de ierburi înalte hidrofile de câmpie și de nivel montan până la alpin, Fânețe de joasă altitudine (Alopecurus pratensis, Sanguisorba officinalis), Păduri aluvionare cu Alnus glutinosa și Fraxinus excelsior (Alno-Padion, Alnion incanae, Salicion albae).
La baza desemnării sitului se află un număr nedeclarat de specii protejate.